# Tony Sanchez
Jorge Anthony Sanchez  (né le 20 mai 1988 à Miami, Floride, États-Unis) est un ancien receveur des Ligues majeures de baseball.

## Carrière
Joueur de baseball au Boston College, Tony Sanchez est le choix de première ronde des Pirates de Pittsburgh en 2009. Il est pour la première fois rappelé des ligues mineures par les Pirates pour une série de trois parties à Anaheim contre les Angels. Puisque la règle du frappeur désigné s'applique dans ces matchs interligues disputés dans un stade de la Ligue américaine, c'est dans ce rôle que le receveur Sanchez est utilisé, Pittburgh comptant déjà sur le receveur Russell Martin. Il fait ses débuts dans le baseball majeur le 23 juin 2013. À son premier passage au bâton, il réussit contre le lanceur Joe Blanton son premier coup sûr en carrière, d'un genre particulier d'ailleurs puisqu'il s'agit d'un double automatique, la balle étant restée coincée dans le tableau d'affichage du stade,.
Comme receveur substitut à Russell Martin en 2013 et 2014, Sanchez joue 48 matchs au total sur deux saisons. Il réussit son premier coup de circuit dans les majeures le 24 août 2013 aux dépens du lanceur Tim Lincecum des Giants de San Francisco.
De 2013 à 2015, Sanchez joue 51 matchs des Pirates mais seulement 3 au cours de la dernière année. Il frappe 4 circuits et maintient une moyenne au bâton de ,259 durant ces années à Pittsburgh. Il est libéré par les Pirates le 13 janvier 2016.
Le 19 février 2016, il signe un contrat des ligues mineures avec les Blue Jays de Toronto. Il passe l'année 2016 uniquement en ligues mineures avec des clubs affiliés aux Blue Jays puis aux Giants de San Francisco. En 2017, il rejoint les Angels de Los Angeles mais est une fois de plus confiné aux mineures. Le 31 août 2017, les Angels l'échangent aux Braves d'Atlanta contre le vétéran joueur de deuxième but Brandon Phillips.